# Казале ди Скодозия
Каза̀ле ди Скодо̀зия (на италиански: Casale di Scodosia; на венециански: Casałe de Scodosia, Казале де Скодозия) е малко градче и община в Северна Италия, провинция Падуа, регион Венето. Разположено е на 13 m надморска височина. Населението на общината е 4873 души (към 2014 г.).